# GLONASS

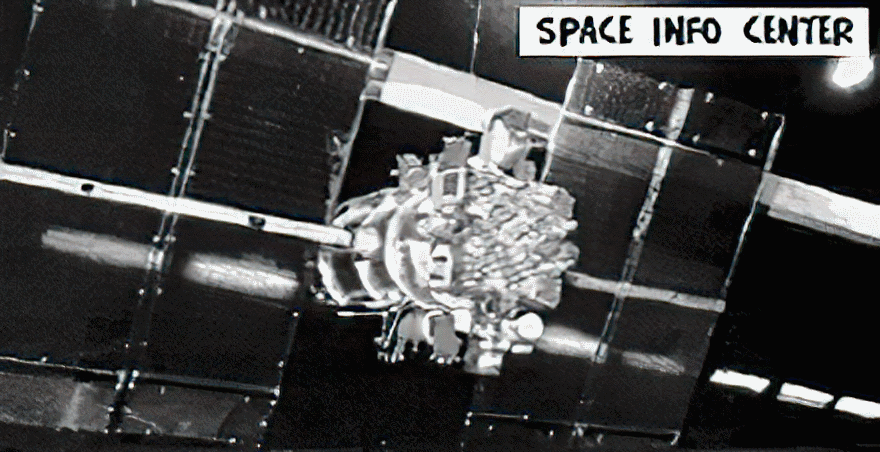
GLONASS-satelliet

GLONASS (Russisch: ГЛОНАСС, afkorting van ГЛОбальная НАвигационная Спутниковая Система; GLObal'naya NAvigatsionnaya Sputnikovaya Sistema; in het Engels: "GLObal NAvigation Satellite System") is een Russisch satellietplaatsbepalingssysteem, vergelijkbaar met het Amerikaanse GPS, het Chinese BeiDou en het Europese Galileo. Het raakte in verval maar werd later weer opgepoetst. Het moet bij voltooiing bestaan uit een stelsel van 24 kunstmatige satellieten waarvan er 21 operationeel zijn en 3 reserve.
De volledige naam is GLObalnaja NAvigatsionnaja Spoetnikovaja Sistema (ГЛОбальная НАвигационная Спутниковая Система; "Wereldwijd navigatie-satellietsysteem").

## Geschiedenis
De eerste drie kunstmanen om het systeem te testen zijn in oktober 1982 gelanceerd en sinds december 1983 is de eerste satelliet van het systeem operationeel. Het GLONASS-systeem zou oorspronkelijk in 1991 in gebruik worden genomen, maar het duurde tot december 1995 voordat alle 24 kunstmanen in hun baan hingen. Alle satellieten zijn met Proton-raketten gelanceerd vanaf de basis Tyuratam in Kazachstan.
Als gevolg van de zwakke economische situatie in Rusland eind jaren negentig is het systeem sinds die tijd in verval geraakt. In april 2002 waren nog slechts 8 satellieten beschikbaar, waardoor het voor plaatsbepaling onbruikbaar was geworden. Na het aantrekken van de economie is GLONASS nieuw leven ingeblazen.
Per februari 2005 waren 11 kunstmanen in gebruik. Er is een nieuw type satelliet (GLONASS-M) ontwikkeld met een levensduur van 7 jaar. Op 26 december 2004 zijn de eerste drie satellieten van dit type gelanceerd.

## Werking

### Samenstelling
Het GLONASS-systeem bestaat uit drie segmenten:
- Space-segment
- Control-segment
- User-segment

#### Space-segment
Het Space-segment bestaat uit 21 actieve satellieten en 3 reservesatellieten. Deze bevinden zich in drie cirkelvormige banen rond de aarde, gescheiden door 20° lengte. Ze zijn zo verdeeld dat er altijd 4 tot 5 satellieten waarneembaar zijn, namelijk 8 satellieten per baan, op 45° van elkaar en met een verschuiving van 15° ten opzichte van de satellieten van een andere baan. Deze banen zijn gelegen op een hoogte van 19100 km. De omlooptijd van een satelliet bedraagt 11 uur 15 minuten. Deze uren zijn in zogenoemde siderale uren gerekend.

#### Control-segment
Het Glonass Control-segment (ook wel aangeduid als Ground Segment of Operational control system) is verantwoordelijk voor de goede werking van het GLONASS-systeem; Zoals GPS, monitort het GLONASS control segment de status van de satellieten, bepaalt de efemeriden en de tijdsverschillen. Om de twee dagen wordt deze data verzonden naar de satellieten.
Het Control-segment bestaat uit:
- Een System Control Center (SCC)
- Een netwerk van Command And Tracking Stations verspreid over Rusland en onderverdeeld in: 
  - Telemetry, Tracking & Commandind stations (TT&C stations)
  - Up-link Stations (ULS)
  - Monitoring station (MS)
  - Central Clock (CC)
  - SLR stations (laser tracking)

#### User-segment
Het User-segment bestaat uit ontvangers die het GLONASS-signaal kunnen verwerken.

### Werkingsprincipe
Met behulp van GLONASS is een driedimensionale positie- en snelheidsbepaling mogelijk. Het werkingsprincipe is hetzelfde als bij GPS.
De interface tussen ruimtesegment (satelliet) en gebruikerssegment (ontvanger) bestaat uit radioverbindingen in de L-band (L1- en L2-band).
Bij GPS gebruiken satellieten alle dezelfde frequenties. De GLONASS-satellieten daarentegen gebruiken twee unieke frequenties voor elke satelliet door middel van de Frequency Division Multiple Access-techniek.

### Satellietsignaal
Het signaal van de satelliet bestaat uit:
- Navigatiebericht: boodschap (50 bits per seconde)
- Navigatiesignalen: Pseudo ranging code uitgezonden op een tempo van 511 bits per seconde

#### Navigatieberichten
De Navigatieberichten bevatten: 
- Positie- en snelheidsvectoren om de ligging van de satelliet te bepalen
- Frequentiegegevens + synchronisatiebits
- Almanak over de satellieten
- Verschil tussen GLONASS-tijd (GMT+3 uur) en de klok van de satelliet
- Leeftijd van de gegevens

De navigatieberichten worden uitgezonden in een stramien van digitale data en gecodeerd door de Hamming code.

#### Navigatiesignalen
De codes die op de draaggolven gemoduleerd zijn bestaan uit een standaardcode en een precisiecode. Dit zijn binaire codes, die qua eigenschappen op ruisstoring lijken.
De SPS-code (Standard Positioning Service) dient voor civiele toepassingen
De PPS-code (Precise Positioning Service) is enkel voor militair gebruik
Op de frequentie L1 worden de SPS- en de PPS-codes uitgezonden. Op de frequentie L2 wordt enkel de SPS-code uitgezonden.

## Huidige status
In december 2007 was het systeem gedeeltelijk werkzaam, er waren 12 satellieten operationeel. In 2010 bereikte GLONASS het volledige Russische gebied. In februari 2011, waren er 22 satellieten operationeel. Op 1 oktober 2011 is gedurende de 45ste missie voor dit project een GLONASS-M-satelliet gelanceerd. In december 2011 was GLONASS volledig operationeel. Op 2 juli 2013 mislukte een lancering van 3 exemplaren, toen de motoren van de Proton draagraket zich 17 seconden na lancering boven Bajkonoer uitschakelden. De Proton stortte vervolgens 2½ km van het lanceercomplex neer, overigens zonder verdere persoonlijke of materiële schade. De oorzaak is waarschijnlijk een (vaker voorkomend) probleem in de eerste trap.
In 2014 is het Russische GLONASS  naast het Amerikaanse GPS het enige werkzame navigatiesysteem. GLONASS wordt ondersteund door de meeste moderne navigatiesystemen, zowel in camera's en smartphones, als in voertuigen ingebouwde, als in handheld systemen.

## ERA Glonass
Anatoly Perminov, het hoofd van de Russische federale ruimtevaartagentschap, zei dat er een nieuw, groot, GLONASS-project bezig is. Dit wordt in Rusland het "ERA GLONASS-systeem" genoemd (in het Russisch betekent "ERA": "dringende reactie op ongelukken").
De eerste fase van het project omvat de uitrusting van auto's met GLONASS ontvangers en de oprichting van een technologie die de exploitanten van hulpdiensten 112 het mogelijk maakt om geografische gegevens te gebruiken. De tweede fase zal ook betrekking hebben op GPS/GLONASS-telefoons en smartphones.
Er is ook gepland om een project uit te voeren met de naam "Sociale GLONASS". Dit biedt de mogelijkheid om mensen te helpen met een verminderd gezichtsvermogen, alsook oude mensen en kinderen, die moeten worden gecontroleerd.

## Vergelijking met andere systemen
|                           | Gps                                                             | GLONASS                                                         | Galileo                                               | Beidou                                 |
| ------------------------- | --------------------------------------------------------------- | --------------------------------------------------------------- | ----------------------------------------------------- | -------------------------------------- |
| Totaal aantal satellieten | min. 24 + 3                                                     | 24                                                              | 27 + 3                                                |                                        |
| Satellieten per baan      | 4                                                               | 8                                                               | 10                                                    |                                        |
| Aantal banen              | 6                                                               | 3                                                               | 3                                                     |                                        |
| Afstand tussen de banen   | 60°                                                             | 120°                                                            | 120°                                                  |                                        |
| Omlooptijd                | 11 uur 58 minuten                                               | 11 uur 15 minuten                                               | 14 uur 22 minuten                                     |                                        |
| Hoogte                    | 20 200 km                                                       | 19 100 km                                                       | 23 616 km                                             |                                        |
| Max. geografische breedte | 55°                                                             | 60°                                                             | 60°                                                   |                                        |
| Inclinatie                | 55°                                                             | 64°8'                                                           | 56°                                                   |                                        |
| Frequenties               | L1: 1575,42 MHz L2: 1227,60 MHz L5: 1176,45 MHz (modernisering) | L1: 1600 MHz L2: 1250 MHz L3: 1200 MHz was satellietafhankelijk | E1: 1559-1592 MHz E5: 1164-1215 MHz E6: 1215-1300 MHz | B1: 1570 MHz B2: 1210 MHz B2: 1270 MHz |
| Modulatie                 | CDMA                                                            | CDMA was FDMA                                                   | CDMA                                                  |                                        |
| Coördinatensysteem        | WGS 84                                                          | PZ90.02                                                         | GTRF                                                  |                                        |
| Referentietijd            | GPS-tijd = TAI − 19 seconden                                    | UTC + 3 uur                                                     | TAI                                                   |                                        |